# Cyndi Lauper & Friends: Home for the Holidays
Cyndi Lauper & Friends: Home for the Holidays es un concierto especial anual de la cantante Cyndi Lauper junto a la fundación True Colors en busca de ayudar a las personas de la comunidad LGBT y la fundación Forty to None Project.

## 2012
Realizado en el 8 de diciembre en el teatro Beacon de Nueva York.

### Listado de canciones
1. Intro/Angel - Presentación de Sarah McLachlan.
2. Time After Time - Presentación de Cyndi Lauper y Sarah McLachlan.
3. Holy Water - Presentación de Ballet With A Twist.
4. Goodnight Elizabeth - Presentación de Adam Durtz & David Immerglück.
5. She Only Loves Me When She's Wasted - Presentación de Hunter Valentine.
6. Liar Liar - Presentación de Cyndi Lauper y Hunter Valentine.
7. Hey Jude - Presentación de Roberta Flack.
8. Santa Baby - Presentación de Cyndi Lauper y Rosie O'Donnell.
9. Hold Me in Your Heart - Presentación de Billy Porter.
10. Cruel - Presentación de St. Vincent.
11. Oh My God - Presentación de St. Vincent.
12. Take My Breath Away - Presentación de Terri Nunn of Berlin.
13. Watch Me Work - Presentación de Melanie Fiona.
14. I Won't Give Up - Presentación de Jason Mraz.
15. Winter Wonderland - Presentación de Jason Mraz.
16. I Like it Loud - Presentación de Carmen Electra.
17. Mad World - Presentación de Cyndi Lauper y Adam Lambert.
18. What Do You Want From Me - Presentación de Adam Lambert.
19. Girls Just Want to Have Fun - Presentación de Cyndi Lauper, St. Vincent, Alexis Krauss y Rosie O'Donnell.
20. Home for the Hoidays - Presentación de Cyndi Lauper y Terri Nunn.
21. True Colors - Presentación de Cyndi Lauper.
22. Raise You Up/Just Be - Presentación de Cyndi Lauper.

## 2013
Realizado el 7 de diciembre de 2013 en el teatro Beacon de Nueva York.

### Listado de canciones
1. Time After Time - Presentación de P!nk
2. DaylIght - Presentación de Matt and Kim
3. Do You Think Your Better Off Alone - Presentación de Matt and Kim
4. It's Alright - Presentación de Matt and Kim
5. A Christmas Duel - Presentación de The Hives y Cyndi Lauper
6. The Wonder Song - Presentación de Indigo Girls
7. Closer to Fine - Presentación de Indigo Girls y Matt Nathanson
8. Oh Yeah Oh Yeah - Presentación de Lucas Silveria
9. Try - Presentación de Nelly Furtado
10. Bounce Rap - Presentación de Big Freedia
11. Kinks Shirt - Presentación de Matt Nathanson
12. Come on Get Higher - Presentación de by Matt Nathanson
13. Revenge - Presentación de Hunter Valentine
14. Crying - Presentación de Hunter Valentine y Cyndi Lauper
15. Have Yourself A Merry Little Christmas -Presentación de Ingrid Michaelson
16. Blood Brothers - Presentación de Ingrid Michaelson
17. Changing Colours - Presentación de Josh Groban
18. Unreleased Song - Presentación de Josh Groban
19. Imagine - Presentación de Josh Groban and Cyndi Lauper
20. Feels Like Christmas - Presentación de Cyndi Lauper
21. Girls Just Want to Have Fun - Presentación de Cyndi Lauper, Rosie O'Donnell y Big Freedia
22. Home For The Holidays - Presentación de Cyndi Lauper y Nelly Furtado
23. True Colors (a cappella) -Presentación de by Cyndi Lauper